# イーリー
イーリー（Ely、 pronunciation; /'iːli/）は、イギリスのイングランド東部、ケンブリッジシャーの都市。ケンブリッジの北東23kmにある。人口1万9189人（2021年）の小さなシティ。

## 概要
イーリーは司教座都市であるため非公式ではあったもののシティとされており、1974年にロイヤル・チャーターが授けられたことで正式にシティとなった。イーリーはイングランドで3番目に小さなシティであり、イギリス全体では6番目に小さい。

## 市
市には歴史的な建造物があり魅力に富んでいる。毎週木曜日から土曜日まで市場が開かれる。イーリーはグレート・ウーズ川のほとりにあり、18世紀に泥沢地帯（The Fens）が干上がってしまうまでは目立った川港であった。周囲が干上がったことでイーリーは島ではなくなってしまった。川は、広大なマリーナのある人気のある船遊び地帯である。ケンブリッジ大学のボートチームはグレート・ウーズ河岸にボートハウスを所有し、オックスフォード大学と毎年対戦するザ・ボート・レースのためにここで練習をする。1944年度のボート・レースは、イーリー近郊のグレート・ウーズ川で行われた。これは唯一テムズ川で開かれなかったボート・レースである。この時のレース初めはケンブリッジ大学がリードしたにもかかわらず、オックスフォード大学が勝った。

## 歴史
イーリーという地名は、ウナギを意味する言葉eelと、島を意味する-yまたは-eyから生じたと言われてきた。ここにはウナギのたくさんとれる島があったのである。これは、低地に広がる泥沢地帯にある島は歴史的に非常にじめじめしていてウナギが豊富にとれたとされることから、イーリーの場所に間違いない。11世紀、町の聖職者たちが税を納めるときに通貨としてウナギを用いたとすら言われている。
市の原型は、673年に創建された修道院にあった。それはクレイテンデューン（Cratendune）の村の北1.6kmにあり、聖エセルレダ（イースト・アングリア王アンナの娘）の庇護下にあった。修道院は870年にヴァイキングの襲来で破壊され、100年以上再建されなかった。この地は、ウィリアム1世の支配に対しイングランドで最後まで抵抗した場所の1つであった。伝説的なサクソン人首領、ヘリワード・ザ・ウェイクは1071年まで降伏しなかった。

## イーリー大聖堂
壮麗な、通称イーリー大聖堂（北緯52度23分55秒 東経0度15分51秒 / 北緯52.398611度 東経0.264167度）と呼ばれる、正式名「聖なる不分割の三位一体教会聖堂」は、Fensと呼ばれた低地に広がる泥沢地帯をその塔から遠く眺められていたことから『フェンスの船』という呼び名で知られてきた。イーリーの司教座は、リンカン司教座の外に1108年に創設された。大聖堂は1083年のウィリアム1世の代に工事が始まり、1351年に完成した。その間、1322年には主要塔が崩壊し8角形塔に再建されているので、西塔と共に目立った外観になっている。イーリー司教管轄区は1109年にもうけられた。市は1381年に起きた農民反乱に巻き込まれた。
オリヴァー・クロムウェルは1636年に徴税人の地位を継承後、数年間イーリーで暮らしていた。16世紀からあるかつての彼の家は、当時の物を展示した美術館であると同様、現在観光情報局のオフィスとなっている。
イーリーに関連した歴史的記録には、イングランド国教会の教区の登記簿、裁判記録、地図や写真といったものが含まれ、ケンブリッジ・カウンティ記録事務所内のアーカイブスが保有している。
イーリー大聖堂は、近接する都市ケンブリッジの大聖堂である。ケンブリッジは自前の大聖堂を持っておらず、イーリー主教座の管轄内にある。主教座はケンブリッジシャーの3900平方kmの教区と、341軒の教会、610,000人の信者（1995年）を抱えている（南部の一部はチェルムスフォード主教区、西部はノーフォーク主教区、一部の教区がピーターバラとエセックス、そして1つがベッドフォードシャー内にある。

## 交通
フェン線のイーリー駅があり、ケンブリッジを経由してロンドンへの直通列車が運行されている。また、ノリッジやイプスウィッチといったイースト・アングリア地方、バーミンガムへの列車も当駅を発着する。

## スポーツ
- イーリー・シティーFC - プロサッカークラブ

## 姉妹都市
- リーベ, 基礎自治体エスビャウ, デンマーク

## 著名な出身者
- ガイ・ピアース - イーリーで生まれ、後に家族でオーストラリアへ移住